# Municipalità distrettuale di Nkangala
La municipalità distrettuale di Nkangala (in inglese Nkangala District Municipality) è un distretto della provincia di Mpumalanga e il suo codice di distretto è DC31.
La sede amministrativa e legislativa è la città di Middelburg e il suo territorio si estende su una superficie di 16892 km².

## Geografia fisica

### Confini
La  municipalità distrettuale di Nkangala confina a nordovest con quella di Waterberg (Limpopo), a nord con quella di Greater Sekhukhune (Limpopo), a nordest e a est con quella di Ehlanzeni, a est e a sud con quella di Gert Sibande, a sudovest con quella di Sedibeng (Gauteng) e a ovest con quelle di Ekurhuleni e Metsweding (Gauteng).

### Suddivisione amministrativa
Il distretto è suddiviso in 6 municipalità locali:
- Delmas
- Dr J.S. Moroka
- Emalahleni
- Emakhazeni
- Steve Tshwete
- Thembisile